# Iglesia de San Nicodemo y San José de Arimatea
La Iglesia de San Nicodemo y San José de Arimatea es el nombre que recibe un edificio religioso que está afiliado a la Iglesia Católica y se encuentra ubicado en la localidad de Ramla la ciudad capital del Distrito Centro de Israel.
El templo actual fue construido en el siglo XIX en un sitio que los fieles cristianos afirman esta la Arimatea bíblica, la ciudad natal de José, un personaje bíblico que, según la tradición cristiana, era el propietario del sepulcro en el cual fue depositado el cuerpo de Jesús después de la crucifixión.
Se trata de una iglesia administrada por la orden de los franciscanos que tiene un campanario de planta cuadrada y una pintura sobre el altar que se atribuye a Tiziano y que fue donada por la ciudad de Madrid en 1846.

## Véase también

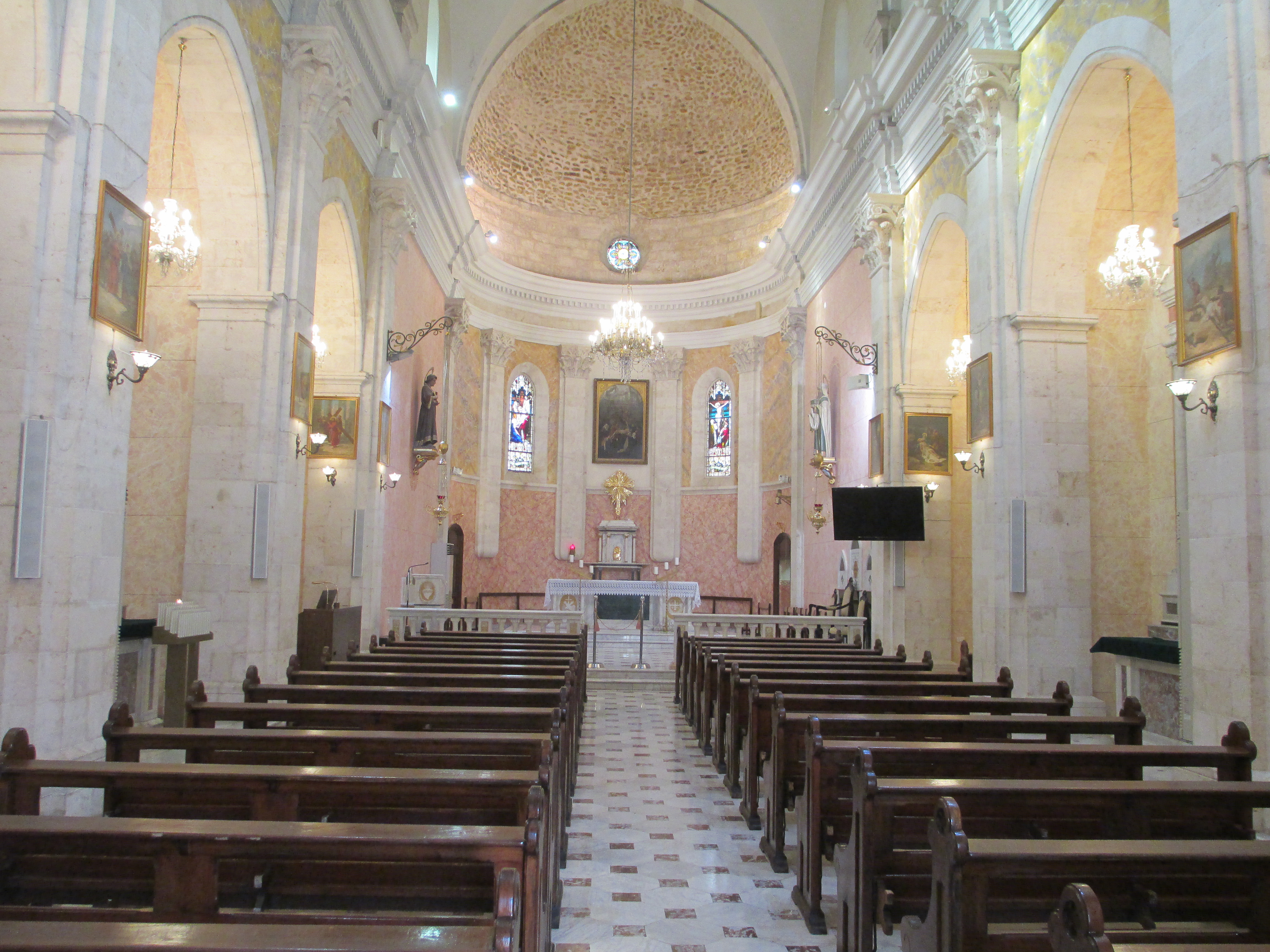
Vista interna